# A. J. Renner
Antônio Jacob Renner, mais conhecido como A. J. Renner (Feliz, 7 de maio de 1884 — Porto Alegre, 27 de dezembro de 1966) foi um empresário e político brasileiro e o fundador da Lojas Renner, uma das maiores redes varejistas gaúchas de vestuário. Foi um dos maiores empresários do Rio Grande do Sul.
Defendia teses nacionalistas e desenvolvimentistas na concepção de um Estado enquanto sujeito organizador da sociedade, sob a justificativa ideológica do interesse geral acima de anarquias individuais. Assim, A. J. Renner pugnou pelo fortalecimento da indústria, pelo aperfeiçoamento das condições infraestruturais do País, pela racionalização da produção e pela melhoria das condições de vida das populações operárias e urbanas. Ao mesmo tempo, defendia a liberdade de mercado e recuo da intervenção estatal, insistindo na necessidade de racionalização e enxugamento da administração pública. O objetivo de A. J. Renner era promover a integração nacional, o desenvolvimento econômico e a justiça social. Criticava o capitalismo liberal e o comunismo.
Foi ideólogo da representação profissional nos parlamentos e seu membro, integrando conselhos técnicos, liderando associações de classe e desenvolvendo ação militante em favor dos interesses empresarias, como propagandista da indústria.

## Biografia
Neto de imigrantes alemães, o avô materno foi capitão do Exército Imperial e voluntário na Guerra dos Farrapos. Era filho de Jacob Renner e Clara Fetter. Fixado em Alto Feliz por volta de 1882, o casal abriu no vilarejo uma padaria, que ficou conhecida pelas rosquinhas. O pai era agricultor, e complementava a renda familiar comercializando e consertando máquinas de costura, ou vendendo instrumentos musicais. A. J. Renner nasceu em 1884, e aos dois anos seus pais se mudaram para Montenegro, onde estudou em escola pública e nos estabelecimentos paroquiais particulares. Aos doze anos já trabalhava nas oficinas da refinaria de banha paterna. Aos quatorze, mudou-se para Porto Alegre, onde trabalhou inicialmente como aprendiz e depois como artífice na joalheria Foernges, aprendendo a dominar o ofício de ourives.
Em 1903, com 19 anos retornou para São Sebastião do Caí e, com auxílio paterno, abriu uma ourivesaria. No ano seguinte casou-se com Mathilde Trein, uma das herdeiras da empresa Cristiano J. Trein & Cia., que dominava o comércio de São Sebastião do Caí, comércio este bastante intenso por causa do porto fluvial da cidade, que distribuía as mercadorias vindas de Porto Alegre e escoava a produção da colônia alemã, fazendo o transporte em lombo de burros por trilhas rudimentares.
Após o casamento, deixou o ofício de ourives e iniciou sua atividade empresarial, com o sogro Franz Trein, numa casa comercial na cidade de São Leopoldo. Ingressou como sócio na empresa, com o trabalho de caixeiro-viajante.
Com a inauguração da estrada de ferro, o transporte animal tornou-se obsoleto, mas Renner já havia percebido as necessidades dos colonos em matéria de vestuário.
Em 1911, aos vinte e sete anos, participou da fundação de uma pequena tecelagem, empresa organizada por Christian Trein e Frederico Mentz, que se chamou Frederico Engel & Cia. Um ano depois passou a produzir capas para chuva, inspiradas nos ponchos utilizados pelos gaúchos em campanha, que se tornaram famosas em todo o estado por serem abrigadas e impermeáveis. A empresa instalou-se inicialmente num galpão de madeira utilizado para pouso de tropeiros, e o capital investido foi pequeno para a época (54 contos de réis). O primeiro ano não obteve bons resultados, consumindo o capital inicial e desanimando os investidores. Renner, tendo depositado ali suas esperanças e economias, propôs seu nome para a direção na reunião dos acionistas que decidiria o futuro da tecelagem. Surgia assim, em 2 de fevereiro de 1912, a A. J. Renner & Cia.
Em 1914 a fábrica iniciou sua instalação na capital, buscando mais proximidade com o consumidor e a matéria-prima. Em 1917, a empresa mudou sua sede definitivamente para Porto Alegre, no bairro Navegantes, buscando maiores oportunidades de crescimento.
Os primeiros tempos foram de muitas dificuldades de cunho técnico (fios importados de baixa qualidade e equipamentos rudimentares) e também financeiras, devido ao pouco capital disponível. Entretanto, a restrição de importações durante a Primeira Guerra Mundial representou um grande aumento de vendas, tendo a fábrica, neste período, passado a trabalhar em três turnos para atender a demanda.
No final da década de 1920, a empresa era a maior indústria de fiação e tecelagem do Rio Grande do Sul, passando a produzir, além das capas de lã, trajes para homens. Seu slogan era "Roupas Renner: a Boa Roupa Ponto por Ponto".
A fabricação de ternos masculinos, até então, era praticamente monopolizada por alfaiates. Com a fabricação em escala industrial, a demanda por este produto passou a ser prontamente atendida, além dos custos serem menores.
Sua empresa ainda foi a responsável pela introdução da técnica da fiação penteada, que permitia a produção de casimiras semelhantes, na qualidade, às casimiras inglesas. Em 1933 iniciou a fiação e tecelagem do linho, estendendo a sua produção para todo o território nacional. Introduziu um sistema vertical de produção, único no país, que compreendia desde a produção do linho e da lã até a confecção e comercialização da roupa.
Envolveu-se com a organização dos sindicatos patronais, tendo sido presidente do Centro das Indústrias do Rio Grande do Sul. Foi eleito, em eleição indireta, deputado estadual, representante classista dos empregados, em 1935. Depois de conflitos políticos, desiludido, renunciou ao cargo em 20 de abril de 1937.
Também foi pioneiro na instituição de serviços para atender a seus funcionários e seus familiares: cooperativa de crédito, cooperativa de consumo, creche e atendimento à saúde.
Participou como capitalista na fundação de outras empresas, tais como as Tintas Renner, com 30%, junto a sua irmã Olga e seus sobrinhos. E com outros sócios em outras empresas, surgindo assim um verdadeiro império industrial e comercial, formado por Lojas Renner, Banco Renner, Tintas Renner e fábrica de tecidos, fábrica de porcelanas, fábrica de feltros, de calçados, de máquinas de costura.
Financiou durante muitos anos o programa informativo Correspondente Renner na Rádio Guaíba de Porto Alegre e o Grêmio Esportivo Renner. Foi também fundador do primeiro Rotary Club em Porto Alegre, do Clube Leopoldina Juvenil e do Porto Alegre Country Club, onde praticava golfe todas as semanas.
Foi pai de seis filhos e avô de catorze netos, os quais continuaram a sua obra em empreendimentos nas mais diversas áreas da economia.
Seu corpo está sepultado na área central Cemitério Evangélico de Porto Alegre junto a outros membros de sua família.